# 文榮堂
文榮堂（ぶんえいどう）は、山口県山口市に4店舗を構える日本の書店。かつては防府市や福岡県北九州市にも店舗を構えていた。
書籍販売のほか、店舗によってはCDやDVDの販売およびレンタルを行っている。

## 店舗一覧
（2022年12月時点）
- 本店（山口市道場門前）
  - 全国官報販売協同組合に加盟する、「山口県官報販売所」でもある。
  - かつて2階にアニメグッズショップを設置していた。
- 山口大学前店（山口市平井）- 2階では駿河屋が同名のリアル店舗を営業している。
- ゆめタウン店（山口市大内千坊六丁目・ゆめタウン山口内） - 宝塚歌劇団グッズ取扱店
- ヴィレッジボイス（山口市大内千坊六丁目・ゆめタウン山口内） - 唯一書籍を扱わない店舗（事実上ゆめタウン店のCD・DVD販売部門）
- サンパークあじす店 (山口市阿知須 サンパークあじす内）

閉鎖した店舗
- 大内店（山口市大内御堀） - ゆめタウン山口そば、ゆめタウン店に事実上集約
- 防府国衙店（防府市国衙）
- 防府中央店（防府市中央町） - 防府駅裏口近く、防府サティ前に存在していた。宝塚歌劇団グッズを扱っていた。
- GREEN BOOKS文榮堂（山口市吉敷、国道9号線沿い）- スイミングクラブに隣接して店舗が存在した。
- BOOK LAND文榮堂（山口市中市商店街、ちまきや内）- ちまきやのブックセンター的存在。ちまきやの百貨店業廃業（山口井筒屋に転換）に伴い撤退。
- 長行店（福岡県北九州市）